# Viktoria Karpenko
Viktorija Pavlivna Karpenko (in ucraino Вікторія Павлівна Карпенко?; Cherson, 15 marzo 1981) è un'ex ginnasta ucraina.
Gareggiò anche per la Bulgaria, dal 2003 al 2007. Attualmente vive col marito ed i figli a Sofia, dove lavora come allenatrice.
Si fece conoscere grazie ad esercizi difficili per l'epoca in cui gareggiava. Due elementi coreografici (giri) alle parallele prendono il suo nome.

## Carriera sportiva

### Carriera junior, Mondiali del 1995
La sua prima gara importante furono i campionati nazionali ucraini del 1994: cadde da tutti gli attrezzi. L'anno seguente, dopo buone performance ai Campionati Internazionali Juniores in Giappone, venne convocata per i Mondiali di Sabae, anche se ancora junior (regole poi abolite per il quadriennio 2009-2012 ma allora esistenti affermavano che le squadre potevano convocare ginnaste junior per i mondiali dell'anno pre-olimpico), dove l'Ucraina si piazza quinta nella gara a squadre, qualificandosi alle Olimpiadi dell'anno seguente. La Karpenko, ufficialmente senior per allora,non poté prender parte ai Giochi a causa di un infortunio ai Muscoli ischiocrurali.

### 1997-1998
Tra il 1997 e il 1998 Viktoria vinse molte medaglie in vari incontri internazionali importanti (Chunichi Cup 1997 e 1998, American Cup 1998, Copa Gimnastica 1998) ma non riuscì a rimanere completamente in salute: il giorno prima di partire per i Mondiali del 1997 si ruppe le dita e non poté gareggiare. Diede inoltre forfait per i Goodwill Games dell'anno seguente a causa di un infortunio alla caviglia che l'aveva ostacolata durante gli Europei mesi prima, dove vinse il bronzo a squadre e l'argento alle parallele ma finì quarta nella gara individuale che la vedeva tra le favorite per la vittoria.

### Mondiali 1999
Ai Mondiali di Tientsin, Cina, dopo una qualificazione disastrosa contribuisce alla "medaglia di legno" dell'Ucraina nel concorso a squadre e vince un argento nel concorso generale. Finisce fuori dalle medaglie al volteggio (settima) e alle parallele (quinta). Nel 2010 si scoprì che l'atleta cinese Dong Fangxiao fu registrata, a quei mondiali e alle Olimpiadi dell'anno seguente, come tre anni più grande, e così la squadra ucraina ricevette il bronzo.

### 2000: Olimpiadi di Sydney
Dopo aver gareggiato bene in Coppa del Mondo e agli Europei, Viktoria era tra le favorite per l'oro olimpico individuale, ma si piazzò undicesima dopo essere inciampata al corpo libero nell'ultima rotazione (alla fine della penultima rotazione era al primo posto). Si piazzò quarta alle parallele e sesta con la squadra. L'anno finì con un infortunio al polso.

### 2002-2007
A giugno 2002, dopo un apparente ritiro nel 2001, Viktoria si trasferì in Bulgaria per riprendere ad allenarsi e gareggiare nella squadra nazionale del paese, sostenendo che in Ucraina non ci fosse posto per lei: ''L'allenatore della squadra ha detto che vorrebbe lavorare con ragazze giovani e io non lo sono, almeno per gli standard della ginnastica". Come ginnasta per la Bulgaria partecipò ai mondiali del 2003 e del 2006 e agli Europei del 2007 qualificandosi alla finale individuale generale in quest'ultima gara.